# Red Ensign
| · Red Ensign écossais | · Red Ensign écossais | · Red Ensign écossais | · Red Ensign écossais | · Red Ensign écossais | · Red Ensign écossais |  |  | · Red Ensign anglais     | · Red Ensign anglais     | · Red Ensign anglais     | · Red Ensign anglais     | · Red Ensign anglais     | · Red Ensign anglais     |
| · Red Ensign écossais | · Red Ensign écossais | · Red Ensign écossais | · Red Ensign écossais | · Red Ensign écossais | · Red Ensign écossais |  |  | · Red Ensign anglais     | · Red Ensign anglais     | · Red Ensign anglais     | · Red Ensign anglais     | · Red Ensign anglais     | · Red Ensign anglais     |
|                       |                       |                       |                       |                       |                       |  |  |                          |                          |                          |                          |                          |                          |
|                       |                       |                       |                       |                       |                       |  |  |                          |                          |                          |                          |                          |                          |
| · Red Ensign de 1707  | · Red Ensign de 1707  | · Red Ensign de 1707  | · Red Ensign de 1707  | · Red Ensign de 1707  | · Red Ensign de 1707  |  |  | · Croix de saint Patrick | · Croix de saint Patrick | · Croix de saint Patrick | · Croix de saint Patrick | · Croix de saint Patrick | · Croix de saint Patrick |
| · Red Ensign de 1707  | · Red Ensign de 1707  | · Red Ensign de 1707  | · Red Ensign de 1707  | · Red Ensign de 1707  | · Red Ensign de 1707  |  |  | · Croix de saint Patrick | · Croix de saint Patrick | · Croix de saint Patrick | · Croix de saint Patrick | · Croix de saint Patrick | · Croix de saint Patrick |
|                       |                       |                       |                       |                       |                       |  |  |                          |                          |                          |                          |                          |                          |
|                       |                       |                       |                       |                       |                       |  |  |                          |                          |                          |                          |                          |                          |
|                       |                       |                       |                       |                       |                       |  |  | · Red Ensign de 1801     |                          |                          |                          |                          |                          |

Le Red Ensign (traduction française non usitée : « pavillon rouge ») est un pavillon utilisé comme pavillon de poupe mais aussi comme drapeau, voire comme drapeau national, par certaines organisations ou certains territoires liés au Royaume-Uni. Son évolution a suivi celle de l'Union Jack.

Le Red Ensign tel qu’il est actuellement utilisé par la marine civile du Royaume-Uni (depuis 1801)

Il est arboré principalement par les navires marchands, de pêche ou de plaisance britanniques aussi bien ceux qui viennent de Londres que de Gibraltar ou des Îles Caïmans et de tous les territoires britanniques d'outre-mer.

## Histoire

Liens hériarchiques entre les grades des amiraux des différentes escadres, ainsi que les pavillons concernés.

Le Red Ensign (ou « Red Duster ») fait son apparition au début du XVIe siècle comme pavillon arboré par la Royal Navy. La date précise de sa première utilisation est inconnue mais des reçus indiquent que la marine payait la confection de tels drapeaux dans les années 1620. Originellement, il y avait les versions séparées pour l'Angleterre et l'Écosse avant des Actes d'Union de 1707. Il est actuellement utilisé comme pavillon civil du Royaume-Uni, et, comme le drapeau du Royaume-Uni, prit sa forme actuelle en 1801, avec l'augmentation de la croix de saint Patrick.
Avant la réorganisation de la Royal Navy, en 1864, le Red Ensign était le pavillon d'une des trois escadres de la Royal Navy.
Cela changea en 1864, quand un décret du Conseil attribua le Red Ensign à la marine marchande, le Blue Ensign aux navires de service public ou commandés par un officier réserviste de la Royal Navy, et le White Ensign à la Navy.

## Les pavillons civils britanniques dérivés duRed Ensign
- Le drapeau des îles Bermudes
- Le pavillon civil des îles Caïmans
- Le pavillon civil de Gibraltar
- Le pavillon civil de Guernesey
- Le pavillon civil de Jersey
- Le pavillon civil de l'Île de Man
- Le pavillon civil des îles Malouines
- Le pavillon civil des Îles Turques-et-Caïques
- Le pavillon civil des îles Vierges britanniques

## Les drapeaux nationaux et régionaux dérivés duRed Ensignbritannique
- Le drapeau national et pavillon civil des îles Samoa
- Le drapeau national et pavillon civil des îles Tonga
- Le drapeau régional de l'Ontario
- Le drapeau régional du Manitoba

## Anciens drapeaux nationaux hors d'usage
- L'ancien drapeau national canadien de 1868 à 1965.
- L'ancien drapeau national sud-africain de 1910 à 1912.

## Les autres pays utilisant unRed Ensigncomme pavillon civil
- Australie
- Bahamas
- Bangladesh
- Fidji
- Ghana
- Inde
- Malaisie
- Maurice
- Nouvelle-Zélande
- Pakistan
- Îles Salomon

## Anciens pavillons civils hors d'usage
- Nigéria
- Sri Lanka.

## LesRed Ensignsbritanniques historiques
- Le Red Ensign de l'Angleterre avant 1707
- Le Red Ensign de l'Écosse avant 1707
- Le Red Ensign de 1707 à 1801